# Ривера, Келин
Келин По́льди Риве́ра Кролл (исп. Kelin Poldy Rivera Kroll; род. 1 октября 1993, Арекипа) — перуанская модель, победительница конкурса красоты «Мисс Перу 2019», участница международного конкурса красоты «Мисс Вселенная 2019».

## Биография
Келин Ривера родилась 1 октября 1993 года в Арекипе.
Начала карьеру модели в подростковом возрасте. Принимала участие в нескольких конкурсах красоты, среди которых были «Мисс Мира Университет 2016», в котором она одержала победу. Ривера дважды принимала участие на национальном конкурсе «Мисс Перу», но не смогла его выиграть. 
В 2018 году она представляла Перу на конкурсе «Мисс Эко Интернешенл», на котором заняла 2-е место.
20 октября 2019 года Ривера после третьей попытки была коронована как «Мисс Перу». Победа на национальном конкурсе позволила Келин Ривере принять участие на «Мисс Вселенная 2019», по итогам которого она вошла в топ-10.